# Joe Edwards
Joe Frank Edwards (* 3. února 1958 Richmond, Virginie) je americký vojenský pilot a astronaut, který absolvoval na palubě raketoplánu osmidenní let a pobyt na orbitální stanici Mir.

## Životopis
Středoškolská studia ukončil roku 1976 na Lineville High School v Alabamě. Měl rád míčové hry, ve škole hrál fotbal, softball a basketbal. Pak pokračoval ve studiu na letecké akademii US Naval Academy. Tuto zakončil v roce 1980 a stal se vojenským letcem. V roce 1983 absolvoval nasazení ve válce v Libanonu. V roce 1986 absolvoval na akademii další studium, po němž se stal testovacím pilotem. Absolvoval vysokoškolské studium na University of Tennessee, Knoxville, Tennessee se zaměřením na letecké systémy. S úspěchem školu zakončil v roce 1994. V roce 1992 byl odvelen do Pentagonu, kde zastával funkci operačního důstojníka. O dva roky později jej získala NASA. V Houstonském Johnsonově vesmírném středisku prošel nezbytným výcvikem a v roce 1998 letěl do vesmíru. Bylo mu 40 let. U NASA zůstal do roku 2000, pak se rozhodl odtud odejít a začít soukromě podnikat.
Joe Edwards je ženatý, vzal si Janet rozenou Raganovou.

## Let do vesmíru
V roce 1998 se zúčastnil jako pilot mise STS-89 na palubě raketoplánu Endeavour a stal se tak 369. kosmonautem světa. Mise byla katalogizována v COSPAR pod označením 1998-003A. Sedmičlenná posádka po dosažení orbitální dráhy aktivovala laboratoř Spacehab na palubě raketoplánu, pak zaparkovala u ruské stanice Mir, vyložila zásoby a společně s obsluhou stanice několik dní plnila stanovené úkoly. Zanechala zde astronauta Andrewa Thomase a místo něj cestu zpátky na Zemi absolvoval astronaut David Wolf. Mise byla zdařilá. Start i cíl byl na Floridě, na Kennedyho vesmírném středisku (USA, stát Florida).
- STS-89 Endeavour (start 23. ledna 1998, přistání 31. ledna 1998